# Guyon Guérin de Bouscal
Guyon Guérin de Bouscal est un écrivain et dramaturge français baptisé le 22 janvier 1617 à Réalmont et mort entre septembre 1664 et octobre 1676,.

## Biographie
On sait peu de choses de sa vie.
Il naît en Languedoc dans une famille de notaires, et a cinq frères et sœurs (dont Daniel (parfois nommé François Daniel), parfois mélangé avec lui par les historiens). Baptisé protestant, il est très tôt orphelin et c'est sans doute un de ses frères, notaires eux aussi, qui se charge de son éducation.
Il a sans doute séjourné à Paris assez tôt car ses œuvres sont toutes publiées dans la capitale, tout en faisant des séjours en Languedoc (par exemple de 1644 à 1646).

## Œuvres
- La Doranise, tragi-comédie pastorale, 1634, dédiée à Marguerite de Rohan
- La Mort de Brute et de Porcie, ou, la Vengeance de la mort de César, tragédie, 1637, dédiée au cardinal de Richelieu Édition originale
- L'Amant libéral, tragi-comédie, 1637 (avec Charles Beys) Émission de 1638
- Dom Quixote de la Manche, comédie, 1639 Édition originale
- La Mort de Cléomènes roy de Sparte ou Cléomène, tragédie, 1640 Édition originale 1 2
- Dom Quichot de la Manche. Seconde partie, comédie, 1640 Édition originale
- Le Fils désadvoüé, ou le Jugement de Théodoric roy d'Italie, tragi-comédie, 1641 Émission de 1642
- Le Gouvernement de Sanche Pansa, comédie, 1642 Édition originale
- La Mort d'Agis, tragédie, 1642 Édition originale
- Paraphrase du Pseaume XVII, 1643, dédiée au cardinal Mazarin
- L'Antiope, roman, 1644
- Oroondate, ou les Amans discrets, tragi-comédie, 1645 Émission de 1647
- Le Prince rétably, tragi-comédie, 1647, dédiée au maréchal de Schomberg